# Internet in Africa
La diffusione di Internet in Africa è molto limitata. Il numero abbonamenti a ISP, il numero di host, il traffico dati, e la banda complessiva sono tutti, in rapporto alla popolazione, largamente inferiori rispetto agli altri continenti (incluso il Sudamerica). Tra l'Africa e i paesi in possesso delle tecnologie dell'informazione il divario digitale è grande. L'Africa è poi lontana dal raggiungere gli Obiettivi di Sviluppo del Millennio identificati dalle Nazioni Unite relativamente all'accessibilità globale dei benefici delle telecomunicazioni e dell'informatica.
Al tempo stesso, anche per via della sua arretratezza, il mercato delle telecomunicazioni in Africa è anche quello in più rapida espansione. Negli anni 2000, la telefonia mobile ha conosciuto un vero e proprio boom ed è oggi molto più diffusa in Africa rispetto a quella fissa. Le compagnie di telecomunicazioni africane stanno oggi puntando verso le tecnologie wireless BWA per rendere disponibile Internet a un bacino di utenza altrettanto vasto. Contemporaneamente, stanno per giungere a conclusione alcuni fondamentali progetti per la realizzazione di dorsali di rete, che dovrebbero portare a un fortissimo calo dei costi della banda per molti paesi africani.
La International Telecommunication Union (facente capo all'ONU) ha tenuto il primo incontro internazionale della serie Connect the World (il cui scopo è quello di favorire il raggiungimento degli obiettivi del millennio) a Kigali, in Ruanda (nell'ottobre 2007), dimostrando di ritenere l'Africa uno dei continenti chiave nella campagna per il superamento del divario digitale.

## Situazione attuale
I dati relativi alla penetrazione di Internet in Africa, misurata secondo diversi parametri (numero di abbonamenti a ISP, numero di host, traffico di rete, larghezza di banda disponibile e via dicendo) forniscono un quadro sostanzialmente omogeneo. Il Sudafrica è di gran lunga il paese più vicino ai livelli di penetrazione europei e nordamericani. Dati percentuali paragonabili si trovano solo in nazioni molto piccole e fortemente turistiche, come Seychelles e Mauritius. Un secondo blocco di paesi relativamente avanzati si trova in Nordafrica, dove spiccano Marocco ed Egitto. Contrariamente a quanto ci si potrebbe aspettare, per la maggior parte degli altri paesi dell'area del Mediterraneo la situazione non è molto diversa da quella che si registra nell'Africa subsahariana, dove la penetrazione di Internet è ai livelli minimi del pianeta. Fanno eccezione solo un piccolo gruppo di paesi particolarmente sviluppati sul piano industriale o turistico, come Nigeria e Kenya.

### Contesto generale
I tre ostacoli principali alla penetrazione di Internet in Africa sono la scarsa alfabetizzazione informatica, la mancanza di infrastrutture adeguate, e gli elevati costi dei servizi Internet. La stragrande maggioranza della popolazione africana non è in grado di usare un computer e ha difficoltà a leggere o scrivere inglese o altre lingue europee. La stessa fornitura di energia elettrica è aleatoria o assente in molte regioni dell'Africa, e anche grandi città come Dar es Salaam soffrono di ricorrenti black out.
L'Africa è in generale fortemente arretrata per quanto riguarda la diffusione delle reti fisse, anche telefoniche; nel 2000, in tutta l'Africa subsahariana si contavano meno linee telefoniche fisse che nella sola Manhattan, e nel 2006 contribuiva solo per il 2% al numero di linee telefoniche totali nel mondo. La scarsa interconnettività fa sì che una quantità di traffico di rete stimata fra il 70% e l'85% sia instradato attraverso server collocati in altri continenti (soprattutto Europa).
La larghezza di banda è complessivamente scarsa in Africa, e la sua distribuzione irregolare rivela chiaramente il divario digitale interno al continente. Nel 2007, 16 paesi in Africa disponevano di una sola connessione Internet internazionale, a 10 Mbps o inferiore, mentre il solo Sudafrica disponeva di oltre 800 Mbps. Le principali dorsali che collegano l'Africa al resto del mondo attraverso cavi sottomarini, SAT-2 e SAT-3, forniscono una larghezza di banda molto limitata. Complessivamente, nel 2007 l'Africa aveva a disposizione circa 28.000 Mbit/s contro gli oltre 800.000 Mbit/s dell'Asia e gli oltre 3.000.000 dell'Europa. La larghezza di banda disponibile nell'intera Africa risultava inferiore, per esempio, a quella della sola Norvegia (dotata di 49.000 Mbit/s di banda, 1 volta e mezza l'Africa).
Un mezzo molto utilizzato per far fronte alla scarsa banda disponibile è la comunicazione attraverso costosi collegamenti satellitari. Tutti questi elementi fanno sì che l'uso di Internet sia economicamente proibitivo per la maggioranza della popolazione; questo a maggior ragione se ci si riferisce all'accesso a banda larga. Agli elevati costi contribuisce probabilmente anche la mancanza di una regolamentazione internazionale adeguata degli aspetti economici della gestione della rete; mentre le direttive ITU garantiscono che il costo delle connessioni telefoniche fra l'Africa e l'Europa sia ripartito al 50% fra gli operatori coinvolti, l'associazione degli ISP del Kenya ha denunciato nel 2002 il fatto che il costo del traffico Internet in ingresso e in uscita dall'Africa fosse totalmente a carico dei provider africani.

### Accesso a Internet
La penetrazione di Internet presso la popolazione registra in Africa i minimi mondiali. Secondo le stime del 2007 e 2008, gli africani che hanno accesso a Internet sono il 4%. Pur ospitando il 14,3% della popolazione mondiale, l'Africa contribuisce solo per il 3,6% al numero totale di accessi Internet. Si stima che gli africani che dispongono di connessioni a banda larga siano l'1% o meno. Al settembre 2007 risultavano in Africa solo 1.097.200 abbonamenti a linee broadband, da ricondursi principalmente a grandi aziende e istituzioni.
Coerentemente con gli altri parametri, l'accesso a Internet è distribuito in modo molto disomogeneo nel continente. I 2/3 dell'attività online dell'Africa sono generati dal Sudafrica, che per contro contribuisce solo per il 5% alla popolazione del continente. Il rimanente 1/3 è fortemente concentrato in alcuni paesi del Nordafrica come Marocco ed Egitto. I massimi tassi percentuali di penetrazione di Internet si rilevano comunque nelle piccole economie fortemente turistiche, come le Seychelles, dove il 37% della popolazione dispone di una connessione Internet (contro l'11% del Sudafrica e l'8% dell'Egitto).
Questi dati statistici sono basati essenzialmente sul numero di abbonamenti a ISP, che è solo un dato parziale. Il numero reale di utenti Internet in Africa, e l'impatto che Internet ha sulla vita degli africani, sono elementi di più difficile valutazione. In molti paesi i cybercafe e gli Internet point sono estremamente diffusi e frequentati. Inoltre, ci sono accessi indiretti a Internet che avvengono con mezzi informali, come corrieri che stampano le email e le consegnano a mano nelle zone non raggiunte dalla rete, o emittenti radio che trasmettono informazioni ottenute attraverso Internet (per esempio meteo) dopo averle tradotte nelle lingue locali.

### Numero di host
Anche la distribuzione degli host Internet in Africa riproduce la situazione generalmente arretrata e disomogenea della diffusione degli accessi. Alla fine del 2007, il numero di host in Africa era attestato intorno a 1.800.000, contro i 120 milioni dell'Europa, i 67 milioni dell'Asia e i 27 milioni del Sudamerica. L'intera Africa dispone di un numero di host inferiore a quello della sola Finlandia; la Nigeria, con 140 milioni di abitanti, ha un terzo degli host del Liechtenstein (35 000 abitanti). All'hostcount contribuiscono per l'80% 3 paesi (Sudafrica, Marocco ed Egitto), la cui popolazione complessiva ammonta appena al 9% di quella del continente.

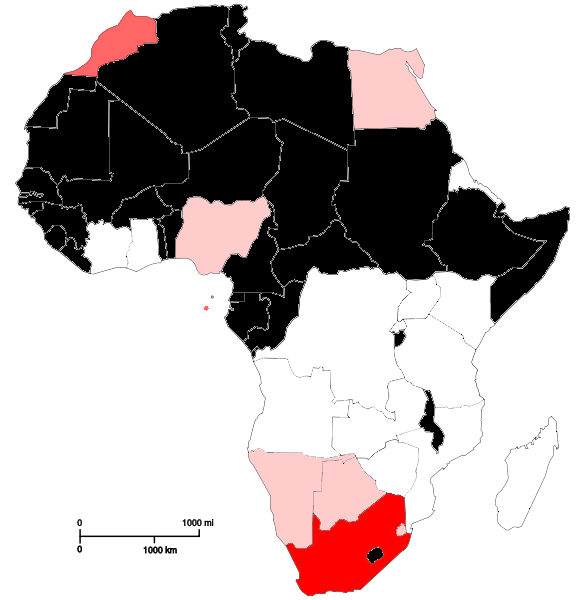
Densità degli host in Africa per i paesi con più di 1000 host. I paesi in bianco hanno meno di 1 host ogni mille persone; quelli in rosa chiaro 2-3; quelli in rosa scuro 5-10; quelli in rosso più di 10. I paesi in nero hanno meno di 1000 host.

La seguente tabella riporta il numero di host dei paesi africani in cui tale numero supera il valore 1000. Tutti insieme, questi paesi contribuiscono per il 99,6% all'hostcount complessivo per il continente. I dati sono aggiornati al dicembre 2007. I valori percentuali sono arrotondati all'intero più vicino. L'ultima colonna riporta la densità di host, misurata come numero di host per 1 000 abitanti; per paragone, si consideri che la densità media mondiale è 43.
| Nazione             | Numero di host (migliaia) | % rispetto al totale Africa | Densità (numero di host per 1 000 abitanti) |
| ------------------- | ------------------------- | --------------------------- | ------------------------------------------- |
| Sudafrica           | 1197                      | 65                          | 25                                          |
| Marocco             | 273                       | 15                          | 9                                           |
| Egitto              | 175                       | 8                           | 2                                           |
| Ghana               | 24                        | 1                           | 1                                           |
| Kenya               | 23                        | 1                           | 1                                           |
| Mozambico           | 23                        | 1                           | 1                                           |
| Tanzania            | 21                        | 1                           | 1                                           |
| Zimbabwe            | 17                        | 1                           | 1                                           |
| Madagascar          | 10                        | 1                           | 1                                           |
| Mauritius           | 10                        | 1                           | 1                                           |
| Zambia              | 8                         | 1                           | 1                                           |
| Namibia             | 7                         | 1                           | 3                                           |
| Costa d'Avorio      | 6                         | 1                           | 1                                           |
| Botswana            | 6                         | 1                           | 3                                           |
| Angola              | 6                         | 1                           | 1                                           |
| Swaziland           | 2                         | 1                           | 2                                           |
| Nigeria             | 2                         | 1                           | 2                                           |
| Congo (RDC)         | 2                         | 1                           | 1                                           |
| Ruanda              | 2                         | 1                           | 1                                           |
| Uganda              | 1                         | 1                           | 1                                           |
| Eritrea             | 1                         | 1                           | 1                                           |
| São Tomé e Príncipe | 1                         | 1                           | 8                                           |
| Totale Africa       | 1830                      | 100                         | 2                                           |

### Traffico IXP
Un parametro che viene talvolta utilizzato come misura indiretta della penetrazione di Internet in un'area geografica è il volume del traffico dati sugli IXP (Internet Exchange Point). Anche questo dato conferma la posizione arretrata dell'Africa: sugli IXP africani il volume di traffico rilevato è nell'ordine dei kbps (kilobit al secondo) o in Mbps (megabit al secondo), mentre nel resto del mondo si misura tipicamente in centinaia di Gbps (gigabit al secondo). JINX, il più importante IXP di Johannesburg e uno dei principali del continente, smista circa 450 Mbit/s (dato del 2008).
La valutazione del traffico IXP, comunque, è indicativa solo del traffico esclusivamente locale (principalmente email), mentre la maggior parte del traffico riferibile all'Africa è instradato attraverso altri continenti, e la maggior parte dei contenuti Web creati e gestiti in Africa si trova su server remoti. Inoltre, i dati rilevabili non tengono conto del peering diretto fra ISP (private peering), ovvero dello scambio di traffico fra ISP che non utilizza IXP. La principale rete accademica sudafricana TENET, per esempio, è in peering con l'ISP Internet Solutions per 10 Gbit/s sia a Città del Capo che a Johannesburg.

### Regolamentazione
La liberalizzazione del mercato delle telecomunicazioni e la regolamentazione della concorrenza, in Africa, sono a uno stadio molto arretrato rispetto all'Occidente. L'Africa è il continente con la percentuale più bassa di incumbent privati nel settore della telefonia fissa e delle reti fisse (dato del 2007). La tendenza alla privatizzazione è comunque in corso: per esempio il Kenya e il Botswana si stanno orientando a privatizzare Telekom Kenya e Botswana Telecommunications Corporation (BTC), rispettivamente.
Tuttavia, il mercato della telefonia mobile, che nella maggior parte dei casi è stato aperto da compagnie private e non da incumbent statali, è generalmente più competitivo, e quello di Internet lo è ancora di più.
Questa tabella mostra le percentuali di paesi africani dove esiste concorrenza totale, parziale o monopolio (de iure o de facto) per le tre tecnologie (telefonia fissa, telefonia mobile, Internet).
|                      | Internet | Mobile | Fisso |
| -------------------- | -------- | ------ | ----- |
| Monopolio            | 10       | 9      | 55    |
| Concorrenza parziale | 12       | 41     | 23    |
| Concorrenza totale   | 69       | 43     | 25    |

L'importanza di una regolamentazione di settore e della creazione di istituzioni di controllo (authority) che garantiscano la competizione è ampiamente riconosciuta dalle autorità africane. Un modello importante è quello del Marocco, che dopo l'istituzione di un'authority (1998) e l'ingresso sul mercato di un forte competitor del principale incumbent (Meditel, entrata sul mercato nel 1999 e principale rivale di Morocco Telecom), ha visto un rapidissimo sviluppo del settore. Sulla base di questa e altre esperienze simili, nonché delle indicazioni dell'ITU, la maggior parte dei paesi africani si sono dotati di authority e stanno raffinando la regolamentazione di settore. Nel 2007, l'83% dei paesi africani aveva un'authority sui servizi Internet e il traffico dati.

## Applicazioni di Internet in Africa
La penetrazione di Internet nella società è caldeggiata per molti motivi in tutto il mondo, ed è stata inclusa negli Obiettivi di Sviluppo del Millennio dalle Nazioni Unite. Il World Summit on the Information Society (WSIS) delle Nazioni Unite è una chiara rappresentazione dell'impegno esplicito a livello globale per l'abbattimento del divario digitale che separa i paesi poveri da quelli ricchi.
Per l'Africa, la disponibilità di Internet rappresenta un'opportunità più importante che altrove, perché potrebbe contribuire a mitigare alcuni dei problemi più gravi e diffusi nel continente. Alcune delle applicazioni specifiche che Internet potrebbe avere in Africa sono rese evidenti da iniziative già in corso. Organizzazioni come RANET (RAdio and interNET for The communication of Hydro-Meteorological and Climate-Related Information) e ACMAD (African Centre of Meteorological Applications for Development), per esempio, usano Internet per lo sviluppo di modelli climatici attendibili per il Sahel e altre aree dell'Africa, con notevoli benefici per l'agricoltura nella regione. La Worldspace Foundation diffonde via satellite programmi sulla salute, l'agricoltura e l'ambiente, e dati meteorologici forniti da RANET.
Telemedicina e istruzione a distanza potrebbero giocare un ruolo determinante nel migliorare la qualità della vita nelle zone più remote. Sempre nel settore dell'istruzione, l'accesso alla rete, analogamente, può compensare la carenza di altre fonti, come le biblioteche pubbliche e universitarie.
Applicazioni di amministrazione digitale potrebbero contribuire a ridurre il gap che oggi divide la popolazione dagli organi di governo in gran parte dell'Africa, e che favorisce l'autoritarismo e la corruzione politica. Già oggi, la maggior parte delle applicazioni Web 2.0 sviluppate in Africa sono realizzate dalle istituzioni governative.
Dal punto di vista economico, soprattutto la diffusione della banda larga consentirebbe alle aziende africane di godere dei benefici dei modelli di business basati sul commercio elettronico e l'esternalizzazione, da cui Europa e Nordamerica stanno traendo vantaggio ormai da diversi decenni.

## Evoluzione del mercato

### Penetrazione di Internet
Il mercato delle telecomunicazioni in Africa è in crescita con ritmi molto superiori al resto del mondo. Negli anni 2000 questa crescita ha riguardato soprattutto il settore della telefonia mobile, che ha avuto fra il 2004 e il 2007 un'espansione tre volte superiore alla media mondiale. Nel 2005 sono stati investiti in Africa oltre 5 milioni di dollari in infrastrutture per le telecomunicazioni.
Una crescita persino superiore riguarda il settore di Internet. Il numero di utenze Internet in Africa è cresciuto fra il 2000 e il 2008 del 1030,2%, contro il 290,6% di media mondiale. Nel 2006 è stata superata la soglia del milione di host. AfriNIC, che è il Regional Internet Registry per l'Africa (con sede a Mauritius) ha assegnato fra il 2004 e il 2008 16 milioni di indirizzi IP, 5 milioni dei quali nel 2007; si stima che nell'arco di 3 anni questo numero possa raddoppiare a 32 milioni.
La seguente tabella riporta dati statistici sulla penetrazione di Internet in Africa in termini di utenze e sulla crescita di questo parametro nell'arco di tempo compreso fra il 2000 e il 2011. I dati sono basati su stime del 2011. I valori percentuali sono arrotondati all'intero più vicino, con l'eccezione dei valori inferiori a 1, arrotondati per eccesso.
| Nazione                          | Popolazione (migliaia di abitanti) | Utenza Internet (2000) (migliaia di utenti) | Utenza Internet (2011) (migliaia di utenti) | % crescita (2000-2011) | % utenza Internet |
| -------------------------------- | ---------------------------------- | ------------------------------------------- | ------------------------------------------- | ---------------------- | ----------------- |
| Algeria                          | 34994                              | 50                                          | 4700                                        | 9300                   | 13.4              |
| Angola                           | 13338                              | 30                                          | 744                                         | 2380                   | 5.6               |
| Benin                            | 9325                               | 15                                          | 277                                         | 1746                   | 3                 |
| Botswana                         | 2065                               | 15                                          | 167                                         | 1013                   | 8.1               |
| Burkina Faso                     | 16571                              | 10                                          | 2220                                        | 700                    | 1.4               |
| Burundi                          | 10216                              | 3                                           | 176                                         | 5766                   | 1.7               |
| Camerun                          | 19711                              | 20                                          | 783                                         | 3815                   | 4                 |
| Capo Verde                       | 516                                | 8                                           | 148                                         | 1750                   | 28.8              |
| Ciad                             | 10758                              | 1                                           | 190                                         | 18900                  | 1.8               |
| Comore                           | 794                                | 1                                           | 34                                          | 3300                   | 4.7               |
| Costa d'Avorio                   | 21504                              | 40                                          | 968                                         | 2320                   | 4.5               |
| Gibuti                           | 757                                | 1                                           | 61                                          | 6000                   | 8.1               |
| Egitto                           | 82079                              | 450                                         | 21691                                       | 4720                   | 26.4              |
| Eritrea                          | 5939                               | 5                                           | 283                                         | 5560                   | 4.8               |
| Etiopia                          | 90873                              | 10                                          | 622                                         | 522                    | 0.7               |
| Gabon                            | 1576                               | 15                                          | 108                                         | 620                    | 6.9               |
| Gambia                           | 1797                               | 4                                           | 159                                         | 3875                   | 8.8               |
| Ghana                            | 24791                              | 30                                          | 2085                                        | 6850                   | 8.4               |
| Guinea                           | 10601                              | 8                                           | 95                                          | 1087                   | 0.9               |
| Guinea-Bissau                    | 1596                               | 1                                           | 37                                          | 3600                   | 2.3               |
| Guinea Equatoriale               | 668                                | 1                                           | 42                                          | 4100                   | 6.3               |
| Kenya                            | 41070                              | 200                                         | 10492                                       | 52360                  | 25.5              |
| Lesotho                          | 1924                               | 4                                           | 83                                          | 1975                   | 4.4               |
| Liberia                          | 3786                               | 1                                           | 20                                          | 1900                   | 0.5               |
| Libia                            | 6597                               | 10                                          | 391                                         | 3810                   | 5.9               |
| Madagascar                       | 21926                              | 30                                          | 352                                         | 1073                   | 1.6               |
| Malawi                           | 15879                              | 15                                          | 716                                         | 4673                   | 4.5               |
| Mali                             | 14159                              | 18                                          | 414                                         | 2200                   | 2.9               |
| Mauritania                       | 3281                               | 5                                           | 100                                         | 1900                   | 3.1               |
| Mauritius                        | 1303                               | 87                                          | 323                                         | 271                    | 24.8              |
| Marocco                          | 31968                              | 100                                         | 15656                                       | 15556                  | 49                |
| Mozambico                        | 22948                              | 30                                          | 975                                         | 3150                   | 4.3               |
| Namibia                          | 2147                               | 30                                          | 148                                         | 393                    | 6.9               |
| Niger                            | 16468                              | 5                                           | 128                                         | 2460                   | 0.8               |
| Nigeria                          | 155215                             | 200                                         | 45039                                       | 225095                 | 29                |
| Repubblica Centrafricana         | 4950                               | 1                                           | 123                                         | 12200                  | 2.5               |
| Repubblica del Congo             | 4243                               | 1                                           | 295                                         | 29400                  | 7                 |
| Repubblica Democratica del Congo | 71712                              | 1                                           | 915                                         | 91400                  | 1.3               |
| Ruanda                           | 11370                              | 5                                           | 818                                         | 16260                  | 7.2               |
| Sahara Occidentale               | 507                                | -                                           | -                                           | -                      | -                 |
| São Tomé e Príncipe              | 179                                | 6                                           | 31                                          | 416                    | 17.3              |
| Senegal                          | 12643                              | 40                                          | 820                                         | 1950                   | 15.7              |
| Seychelles                       | 89                                 | 6                                           | 33                                          | 450                    | 38                |
| Sierra Leone                     | 5363                               | 5                                           | 48                                          | 860                    | 0.9               |
| Somalia                          | 9925                               | 1                                           | 106                                         | 9600                   | 1.1               |
| Sudafrica                        | 49004                              | 2400                                        | 183                                         | 112                    | 13.9              |
| Sudan                            | 45047                              | 30                                          | 4200                                        | 13900                  | 9.3               |
| Sudan del Sud                    | 8260                               | -                                           | -                                           | -                      | -                 |
| Swaziland                        | 1370                               | 10                                          | 95                                          | 850                    | 6.9               |
| Tanzania                         | 42746                              | 115                                         | 4932                                        | 4188                   | 11.5              |
| Togo                             | 6771                               | 100                                         | 356                                         | 256                    | 5.3               |
| Tunisia                          | 10629                              | 100                                         | 3856                                        | 3756                   | 36.3              |
| Uganda                           | 34612                              | 40                                          | 4178                                        | 10345                  | 12.1              |
| Zambia                           | 13881                              | 20                                          | 882                                         | 4310                   | 6.4               |
| Zimbabwe                         | 12084                              | 50                                          | 1445                                        | 2790                   | 12                |
| Africa (totale)                  | 1044475                            | 4384                                        | 133743                                      | 1030                   | 12.8              |

### Innovazioni strutturali
Sono in corso numerosi progetti il cui scopo è quello di aumentare la disponibilità di banda larga in Africa, e di conseguenza consentire una riduzione dei costi di Internet per gli operatori e l'utenza. Almeno tre di questi progetti riguardano la realizzazione di una dorsale per la banda larga nell'Oceano Indiano. Il progetto EASSy (East African Submarine cable System), finanziato dalla Banca Mondiale e dalla Banca per lo Sviluppo dell'Africa Meridionale, dovrebbe collegare Mtunzini (Sudafrica) e Port Sudan (Sudan), con diramazioni verso diversi paesi della costa orientale. Il progetto è stato rallentato da problemi burocratici e polemiche fra il Kenya e il Sudafrica. Il governo del Kenya ha nel frattempo lanciato un altro progetto simile denominato TEAMS (The East Africa Marine System), in collaborazione con Etisalat (Emirati Arabi). Dopo numerose vicissitudini, entrambi i progetti sembrano in via di completamento.
Attualmente, il progetto di dorsale oceanica che sembra più prossimo all'entrata in servizio è quello di Seacom, di proprietà completamente africana. Si prevede che la dorsale Seacom sia completata fra il giugno del 2009 e il giugno del 2010, in tempo per servire la richiesta di larghezza di banda prevista per i Campionati del Mondo di Calcio del Sudafrica. La dorsale principale collegherà su fibra/SDH Sudafrica, Mozambico, Madagascar, Tanzania e Kenya, e una seconda dorsale collegherà direttamente Kenya e Sudafrica. Questi due collegamenti complessivamente avranno una capacità di 1280 Gbit/s. Due ulteriori connessioni a 640 Gbit/s verranno create rispettivamente fra il Kenya e la Francia (Marsiglia) e fra la Tanzania e l'India (Mumbai). La rete è in fase di completamento, e la banda è già stata acquistata da diversi ISP africani, a prezzi notevolmente inferiori rispetto a quelli attuali di mercato; la rete accademica TENET, per esempio, ha già acquistato da Seacom un STM-64 (10 Gbps) a un prezzo 400 volte inferiore.
Sempre in Sudafrica è in corso di realizzazione la rete SANReN, che con un core di 500 Gbit/s potrebbe diventare la più veloce rete accademica del mondo; le università di Witwatersrand e Johannesburg utilizzano già le nuove strutture per una capacità di 10 Gbit/s.

### Diffusione dell'accesso

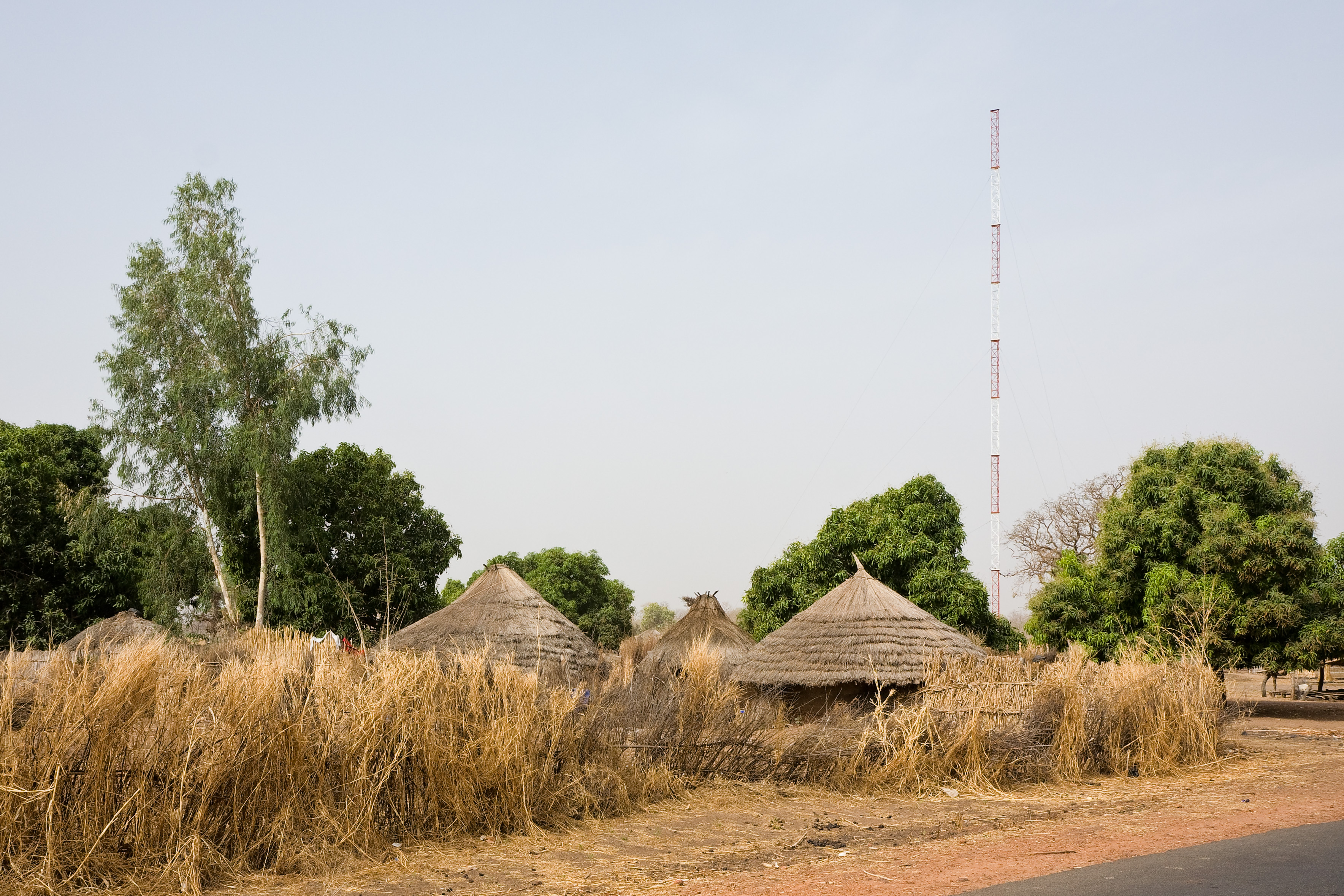
Un'antenna GSM in un villaggio rurale (Gambia)

La disponibilità di maggiore larghezza di banda e la conseguente riduzione del suo costo, in generale, si rifletterà in primo luogo sulle istituzioni e sulle aziende, che già dispongono di accesso alla rete. Per facilitare la diffusione di Internet presso la popolazione, occorrono soluzioni strutturali al problema dell'ultimo miglio, ovvero strumenti forniscono all'utente finale l'accesso alla banda disponibile. Questo problema va affrontato tenendo conto del fatto che in Africa una porzione significativa della popolazione non è raggiunta dalla rete telefonica fissa, in particolari nelle zone rurali. Delle circa 400.000 località rurali in Africa, meno del 3% hanno accesso a una linea telefonica fissa (e meno dello 0,4% hanno accesso a Internet). La connessione in rete delle comunità rurali, tra l'altro, è uno degli obiettivi espliciti del WSIS per il nuovo millennio.
La maggior parte degli studi nel settore vedono nelle tecnologie BWA (Broadband Wireless Access) come WiMAX la principale opportunità per la diffusione capillare dell'accesso a Internet. Queste tecnologie consentirebbero anche di sfruttare in parte l'infrastruttura delle rete telefonica mobile, che negli anni 2000 ha conosciuto in Africa uno sviluppo rapidissimo, superando ampiamente la rete fissa in termini di utenza e di copertura geografica. Esempio paradigmatico sono le Seychelles, che sono il paese africano con la massima penetrazione percentuale di Internet in Africa, e dove la maggior parte dell'utenza si collega alla rete attraverso GSM. Già nel 2006, circa il 45% delle comunità rurali africane erano raggiunte dal GSM. Comore, Kenya, Malawi, Mauritius, Seychelles, Sudafrica e Uganda hanno già il 90% di copertura cellulare delle zone rurali, mentre in Botswana, Burkina Faso, Burundi, Capo Verde, Guinea, Namibia, Ruanda, Senegal, Swaziland e Togo si è superato il 50%.
Per vari motivi, fra cui l'elevato costo dei terminali, le reti 2.5G già presenti in Africa non sono considerate sufficienti a fornire l'accesso Internet all'utenza finale. D'altra parte, gli operatori dotati di licenze 3G potranno fornire servizi WiMAX.
Alcune sperimentazioni stanno già avendo luogo in diversi paesi. In Kenya, il progetto Digital Village Scheme si propone di rendere disponibili servizi governativi nelle aree rurali attraverso accesso wireless. Horizon Wireless ha lanciato una rete wireless a banda larga (3.5 GHz) in Nigeria. MTN Ruanda pianificava nel 2007 la creazione di un servizio di accesso broadband wireless a Kigali. L'ISP algerino Icosnet ha firmato un contratto con Aperto Networks per una soluzione WiMAX orientata alle aziende. L'authority sudafricana ICASA ha già assegnato licenze WiMAX a diversi operatori, e Neotel è in procinto di implementare soluzioni WiMAX per l'ultimo miglio a Johannesburg, Pretoria, Città del Capo e Durban.

### Comunità online rilevanti
- Kenyan Pundit, blog server keniota
- Mentalacrobatics, blog server keniota
- Mashada, forum keniota
- ACMAD, su acmad.ne. URL consultato il 26 giugno 2008 (archiviato dall'url originale il 24 aprile 2012).
- TENET, la principale rete accademica in Africa